# マンドーラ
マンドーラ（Mandora）は、リュート属の楽器。通常6コースの弦とやや長いネックを持ち、調弦は現代のクラシックギターと似る。別名ガリコン（Gallichon）、ガリゾーナ（Gallizona）、コラション（Colachon）、calchedonoとも。ソロの他に通奏低音にもよく用いられた（ゲオルク・フィリップ・テレマンが残した膨大な量のカンタータの多くにマンドーラが指定されている）。ヨハン・ゲオルク・アルブレヒツベルガー、ジュゼッペ・アントニオ・ブレシャネッロなどがマンドーラのための作品を書いている。なおドイツでは1850年ごろから1920年ごろにかけてマンドーラの子孫にあたるリュートギター（英語：lute guitar, ドイツ語：Gitarrenlaute）と呼ばれる単弦6弦でギターと同じ調律をする楽器が作られた。